# Florence Green
Florence Beatrice Green (Londen, 19 februari 1901 - King's Lynn, 4 februari 2012), geboren als Florence Beatrice Patterson, was officieel de laatste overlevende veteraan van de Eerste Wereldoorlog. Ze was de enige nog levende veteraan sinds de dood van de eveneens 110-jarige Australiër Claude Choules op 5 mei 2011.
Ze werd pas in januari 2010 (dus toen ze al bijna 109 was) erkend als veterane uit WO I.
Met de leeftijd van bijna 111 jaar behoorde Green ook tot de zes oudste personen van Groot-Brittannië.
Ze verhuisde naar King's Lynn nadat ze in 1920 was getrouwd met Walter Green, een spoorwegarbeider die in 1975, na 55 jaar huwelijk, overleed. Green woonde daar bij haar 90-jarige dochter May, die één jaar na dat huwelijk geboren werd, maar verhuisde de laatste paar maanden vóór haar dood naar een rusthuis, waar ze vijftien dagen vóór haar 111e verjaardag in haar slaap stierf. Daarnaast had ze ook nog een andere dochter en een zoon van 87 jaar, plus vier kleinkinderen en zeven achterkleinkinderen.
Green ging bij de vrouwelijke Royal Air Force in september 1918 toen ze 17 jaar was, waar ze werkte als serveerster in de mess in Marham en later ook op het anti-luchtschipvliegveld Narborough.